# 富伊河
39°49′33″S 72°05′25″W / 39.8258°S 72.0903°W
富伊河 （西班牙语：Río Fuy）是一条在智利南部潘吉普伊的河，发源于皮里韋科湖顺着Neltume向南流下，最後和Neltume River共同形成潘吉普伊湖。
在Huilo-Huilo生物保护区中有两个瀑布，名为Salto la Leona和Salto Huilo-Huilo，是两个熱門的旅游胜地。可以在保护区内徒步到达。